# Bernardino Marchió
Bernardino Marchió (* 18. November 1945 in Busca, Italien) ist ein italienischer Geistlicher und emeritierter römisch-katholischer Bischof von Caruaru.

## Leben
Bernardino Marchió empfing am 29. Juni 1968 die Priesterweihe.
Papst Johannes Paul II. ernannte ihn am 27. März 1991 zum Koadjutorbischof von Pesqueira in Brasilien. Der Bischof von Palmares, Acácio Rodrigues Alves, spendete ihm am 29. Juni desselben Jahres die Bischofsweihe; Mitkonsekratoren waren Sebastiano Dho, Bischof von Saluzzo, und Manuel Palmeira da Rocha, Bischof von Pesqueira. Als Wahlspruch wählte er SPE GAUDENTES.
Mit dem Rücktritt Manuel Palmeira da Rochas am 26. Mai 1993 folgte er diesem im Amt des Bischofs von Pesqueira nach. Am 6. November 2002 wurde er zum Bischof von Caruaru ernannt.
Am 10. Juli 2019 nahm Papst Franziskus das von Bernardino Marchió aus Altersgründen vorgebrachte Rücktrittsgesuch an.